# Acacia (película)
Acacia (en hangul, 아카시아; romanización revisada, Akasia) es una película de terror coreano del 2003.

## Trama
Acacia cuenta la historia de una pareja que no puede tener hijos y decide adoptar a un niño, Jin-Seong, bastante callado y formal, que se encapricha de un árbol de Acacia que crece solitario en su jardín, quedándose a solas junto a él día y noche. Más tarde el matrimonio descubre porque el niño quiere más al árbol que a ellos mismos. Según él, ese árbol es su madre.
Al poco tiempo conoce a la vecina, una chica mayor que él que pasa la mayoría de tiempo a su lado. El joven, poco a poco comienza a mostrar su otro lado, ese parte de él que por momentos aterroriza a su propio círculo.
Esto empeora cuando Mi-sook (la madre adoptiva) queda embarazada y tiene un bebé nuevo llamado Hae-sung. Jin-Seong, experimentando muchas dificultades emocionales, se vuelve más retraído y confundido. Él empieza a desarrollar una rabia hacia su familia adoptiva, tanto es así que trata de sofocar el nuevo bebé. Mi-sook se frustra con las acciones Jin-Seong  hacia el árbol, que decide cortar el árbol, que da lugar a que Jin-Seong acabe huyendo.
Después de Jin-Seong se escapa, el árbol comienza a morir. Mi-sook empieza a afirmar que escucha la voz de Jin-Seong proveniente del interior del árbol. Se da el comienzo de experiencias paranormales que ocurren alrededor del árbol, las flores y las hormigas atacan a la gente de la familia de Jin-Seong.
Se revela que Mi-sooku acaba hiriendo gravemente a Jin-Seong por accidente mientras trataba de cortar el árbol. Su marido lo ve y le ayuda a enterrar el cuerpo de su hijo adoptivo, pensando que está muerto. Se puede ver al marido de Mi-sooku (y obviamente el padre adoptivo de Jin-Seong) enterrar el cuerpo de Jin-Seong con la pala. Mi-sooku deprimida por su culpabilidad y el estrés que esto le genera acaba reprimiendo la realidad y creyendo Mi-sook se había escapado para no reconocer que ella provocó su muerte.
La película termina con la policía encontrando el cuerpo de Jin-Seong que está enterrado bajo el árbol de acacia, con las raíces amorosamente envuelto alrededor de su cuerpo, esta parte se ve en la portada de la película.

## Reparto
- Shim Hye Jin como Choi Mi Sook.[7]
- Kim Jin Geun como Kim Do Il.
- Kim moon bin como Kim Jin Sung.
- Jung Na Yoon como Min Ji.
- Kim Mi Kyung como mujer embarazada.
- Park Woong como Profesor Kim.
- Min Hye Ryeong como Do Hee.
- Maeng Bong Hak como Director del Hospital.
- Jeong Gi Seop como interno.
- Jung Hee-tae como Sung-joon.[8]

## Producción
- Director: Park Ki Hyeong
- Asistente de Dirección: Lee Seo
- Escritor: Park Ki Hyeong
- Productor: Yu Yeong Sik
- Fotografía: Oh Hyeon Je, Park Young Bong, Lee Chul Oh